# اوسی دومار
اوسی دومار (روسی: Евсей Давидович Домашевицкий؛ ۱۶ آوریل ۱۹۱۴ – ۱ آوریل ۱۹۹۷) اقتصاددان، و استاد دانشگاه اهل ایالات متحده آمریکا بود. او استاد دانشگاه MIT بود.